# Кузома
Кузо́ма — река в Вачском и Павловском районе Нижегородской области России, правый приток Оки. Исток находится у села Епифаново. Протекает по возвышенной, холмистой закарстованной местности Стародубье (части Приволжской возвышенности). Впадает в Оку около деревни Лохани. Длина — 22 километра, площадь водосборного бассейна — 133 км². В верхнем течении пересыхает.
Река неоднократно воспета в рассказах павловского писателя И. Е. Трубина.

## Данные водного реестра
По данным государственного водного реестра России относится к Окскому бассейновому округу, водохозяйственный участок реки — Ока от города Муром до города Горбатов, без рек Клязьма и Тёша, речной подбассейн реки — бассейны притоков Оки от Мокши до впадения в Волгу. Речной бассейн реки — Ока.
По данным геоинформационной системы водохозяйственного районирования территории РФ, подготовленной Федеральным агентством водных ресурсов:
- Код водного объекта в государственном водном реестре — 09010301212110000031094
- Код по гидрологической изученности (ГИ) — 110003109
- Код бассейна — 09.01.03.012
- Номер тома по ГИ — 10
- Выпуск по ГИ — 0

### Притоки (км от устья)
- 2,9 км: река Ружа (лв)